# Саша Поповић
Александар „Саша” Поповић (Нови Сад, 24. април 1954 — Париз, 1. март 2025) био је српски предузетник, телевизијски водитељ и музичар. Један је од оснивача дискографске куће Grand Production. Аутор је певачког такмичења Звезде Гранда.

## Биографија
Рођен је 24. априла 1954. године у Новом Саду, у тадашњој ФНРЈ. Тамо је провео већи део младости, након чега се 1996. преселио у Београд. Бивша ректорка београдског универзитета Иванка Поповић му је рођака у 7. колену.
Поповић је 1977. године основао музичку групу Лира-шоу који је изводио народну музику. Када је Лепа Брена постала певачица у овом бенду, 1982. године мења име у Слатки грех. Након распада Слатког греха, Саша Поповић са својим менаџером Раком Ђокићем почиње да се бави дискографијом у продукцији ЗАМ за коју своје албуме снимају многи познати фолк певачи.
Саша Поповић је радио и на бројним телевизијама: Трећи канал, Политика, Палма, Кошава, Пинк, Гранд, ТВ Б92 и Прва.
Након смрти Раке Ђокића, сувласник ЗАМ-а постаје његов брат, са којим се Лепа Брена и Саша Поповић убрзо разилазе. Њих двоје 1998. године оснивају сопствену Гранд продукцију.
Дана 3. децембра 1998. године по први пут на Пинку је био емитован Гранд шоу и тај датум се сматра рођенданом ове дискографске куће.
Био је ожењен певачицом Сузаном Јовановић са којом има ћерку.
Маја 2024. сломио је десну ногу. После те незгоде, лекари су приметили да му рана тешко зараста, те му је додатним прегледима дијагностикован рак желуца и гуштераче, након чега се неколико месеци лечио на онколошкој клиници у Паризу. Почетком 2025. му се стање нагло погоршало након метастаза на кости и плућа. Преминуо је 1. марта 2025. у Паризу од последица рака гуштераче. Сахрана је одржана 6. марта 2025. на Бежанијском гробљу у Београду.

## Дискографија
- Све сам паре попио (1992)
- Откидам (1993)
- Гиљам даде (1994)
- Медени колачи (1995)

## Вођене емисије
- Гранд шоу
- Звезде Гранда
- Недељно поподне
- Звездe Гранда: Специјал
- Звезде Гранда: Народ пита